# Jancsó Árpád
Jancsó Árpád (Felsőbencsek, 1954. március 14. – 2025. április 15.) bánsági magyar út-, híd- és vasútépítő mérnök, technikatörténész.

## Életpályája
Szülei tanítók voltak Temesváron. Iskolai tanulmányait a Temesvári Magyar Líceumban végezte, majd 1979-ben a Temesvári Műszaki Egyetem (akkor Politechnika) Építőmérnöki Karán út- híd- és vasútépítő mérnöki oklevelet szerzett. 
1979-től a tartományi (majd megyei) útigazgatóságnál dolgozott kivitelezőként és tervezőként, később pedig a múszaki iroda főnökhelyettese lett. 1996 és 2002 között a Temesvári Út- és Hídépítő Vállalatnál kirendelségvezető, majd a műszaki osztály vezetője. 2002–2006 között az Országos Rádiókommunikációs Rt. Temesvári Kirendeltségének beruházási és fejlesztési osztályán mérnök, műszaki ellenőr. 2007-től 2010-ig a Temesvári Területi Útigazgatóság műtárgytervező osztályának vezetője volt. 
2006-ban védte meg doktori értekezését. Számos romániai és magyarországi konferencián vett részt.

## Munkássága
Főbb kutatási témái:
- a magyar műszaki (főleg építészeti) alkotások a bánsági területeken,
- a Bánság integrált közlekedési rendszere (múlt, jelen, jövő),
- műszaki emlékek feltárása, megőrzése, megismertetése,
- a magyar műszaki nyelv ápolása,
- Temesvár és a Bánság története, ebben főleg a vasút, utak és hidak története.

Honismereti, helytörténeti, technikatörténeti tevékenységét szabadidejében végezte. Tanulmányokat közölt több szakmai lapban, konferenciakiadványban. Több mint 300 cikket írt, mintegy 40 kötete jelent meg.

## Könyvei (válogatás)
- Magyar-román, román-magyar útügyi műszaki szótár; Budapest; 1996
- A temesvári Bega-hidak krónikája; Budapest–Temesvár; 1999
- Dokumentumok Temesvár huszadik század elején épített hídjainak történetéhez; Temesvár; 2000
- Rajtuk taposunk. A Bánság útjai a 19. században; Nagyvárad; 2000
- Istoricul podurilor din Timişoara (Temesvár hidainak története); Timişoara; 2001
- Timişoara–Temesvár–Temeswar–Temišvar; Bridges across the Bega River, Timişoara, 2001
- Az aszfalt nem arra való, hogy összefirkálják. Franciaországi útijegyzetek; Temesvár, 2002
- Temeswar und seine Brücken; Temeswar; 2003
- Temesvár rövid története. Temesvár, 2003
- Maderspach (magyarul és románul is); Temesvár, 2004 (Szekernyés Jánossal)
- Timişoara veche I–III (A régi Temesvár), Timişoara, 2004–2006 (Balla Loránddal)
- Temesvár régi ábrázolásai, Marosvásárhely, 2005 (Balla Loránddal)
- Memorabilia Anno MDCCXVI; Timişoara/Temesvár; 2007
- Buziás régen és most; Temesvár, 2007
- A bánáti utak első törzskönyve, 1848 – Prima carte a drumurilor din Banat, 1848; Temesvár–Timişoara; 2007
- A Bega, a Bánság elkényeztetett folyója; Mirton Könyvkiadó, Temesvár, 2007
- Buziás régen és most; Mirton, Temesvár, 2007
- Temesvár vízerőműve; Erdélyi Múzeum-Egyesület, Kolozsvár, 2010
- Hărţile tipărite ale Timişoarei – Temesvár nyomtatott térképei 1850–2010; Cosmopolitanart, Timişoara, 2011
- Az Arad-Temesvár vasútvonal története; Erdélyi Múzeum-Egyesület, Kolozsvár, 2012 (Tudomány- és technikatörténeti füzetek)
- Az Oravica-Anina hegyi vasút története; Erdélyi Múzeum-Egyesület, Kolozsvár, 2013 (Tudomány- és technikatörténeti füzetek)
- Műtárgyak a Jaszenova – Oravica – Anina vasútvonalon; Erdélyi Múzeum-Egyesület, Kolozsvár, 2016 (Tudomány- és technikatörténeti füzetek)
- Iconographia Temesvariensis 1716; Progresszív Ny., Békéscsaba, 2016
- Az Osztrák-Magyar Monarchia első vicinálisa. A Valkány – Perjámos – Varjas-vasútvonal története; Erdélyi Múzeum-Egyesület, Kolozsvár, 2017 (Tudomány- és technikatörténeti füzetek)
- Temesvár kilencedik vasútvonala. A Temesvár – Szentandrás – Varjas helyi érdekű vasút története; Erdélyi Múzeum-Egyesület, Kolozsvár, 2018 (Tudomány- és technikatörténeti füzetek)
- A temesvári lóvasút története, 1869–1899; Erdélyi Múzeum-Egyesület, Kolozsvár, 2019 (Tudomány- és technikatörténeti füzetek)
- Temesvári zsinagógák; Kriterion, Kolozsvár, 2020
- Bánát első vasútja: az Oravica–Báziás-vasútvonal története, Erdélyi Múzeum-Egyesület, Kolozsvár, 2021
- A Temesvár – Lippa – Radna helyi érdekű vasút története; Erdélyi Múzeum-Egyesület, Kolozsvár, 2020 (Tudomány- és technikatörténeti füzetek)
- Berobogott Temesvárra a Nyugat – A Szeged–Temesvár vasútvonal története, EME, Kolozsvár, 2023
- Vasutat a Dunáig! A Temesvár–Báziás vasútvonal, EME, Kolozsvár, 2024

## Kitüntetései, elismerései
- 1991-ben francia állami ösztöndíjjal három hónapig a SETRA-nál tanulmányozta Franciaország útügyi fejlesztéseit.
- Többször kapott Domus Hungarica Sciantiarum et Artium, valamint Pro Renovanda Cultura Hungariae ösztöndíjat.
- Fényes Elek-díj, Partiumi és Bánsági Műemlékvédő és Emlékhely Társaság, 2008.
- Sajó Elemér-emlékplakett, A Magyar Köztársaság Környezetvédelmi és Vízügyi Miniszterériuma, 2010.
- A Tudományközvetítés és Tudományos Bírálat Díja, Kolozsvári Akadémiai Bizottság, 2016.[1]
- Erdélyi Múzeum-Egyesület: Az Év Könyve díj, Bánát első vasútja: az Oravica–Báziás-vasútvonal története című könyvéért, 2021.[2]

## Szervezeti tagság
- Kolozsvári Akadémiai Bizottság építési- és építészeti szakbizottsága
- Erdélyi Magyar Tudományos Társaság
- Partiumi és Bánsági Műemlékvédő és Emlékhely Társaság (Temes megyei szervezetének elnöke)
- A Temesvári Egyetemi Oktatók és Tudományos Kutatók Egyesülete(TECHNÉ) (alapító tag)
- Ormós Zsigmond Közművelődési Egyesület, Temesvár